# Električna influenca
Električna influenca ili elektrostatička indukcija je ponovna raspodela električnog naelektrisanja na objektu, uzrokovana okolnim naelektrisanjima Indukciju su otkrili britanski naučnik Džon Kanton 1753. i švedski profesor Johan Karl Vilke 1762. Elektrostatički generatori, poput Vimshurstove mašine, Van de Graafovog generatora i elektroforusa, koriste ovaj princip. Elektrostatička indukcija se razlikuje od elektromagnetne indukcije, mada se obe često nazivaju indukcijom.
Kada se govori o električnoj influenci, neophodno je pomenuti i električno polje. Električno polje je prostor u kojem nastaju određene pojave. Pored električne sile prisutna je i električna influenca, koja je od velikog značaja. Električna influenca se ispoljava u tome što prvobitno naelektrisane čestice postaju električne u polju koje nastaje delovanjem nekog električnog tela.

## Ispitavanje značaja
Uloga i značaj ove pojave se mogu prikazati kroz različite eksperimente. Na primer, u ovom eksperimentu će električno polje stvarati velika kugla čiji će oslonac biti izolator. Kugli treba dovesti pozitivan elektricitet sa staklenog štapa. Najpre se štap naelektriše trenjem, a zatim se njime prelazi po površini kugle. Tom prilikom različiti delovi štapa dolaze u dodir sa kuglom i može se čuti pucketanje električnih iskrica i one preskaču sa jedne površine na drugu. Ovaj postupak bi trebalo ponoviti par puta. Za očekivati je da će u slučaju većeg električnog naboja pojave u električnom polju kugle biti izrazitije.
Zatim se u električno polje unosi telo koje ima oblik izduženog elipsoida i sačinjeno je od uglačanog lima. Ono se takođe nalazi na izolatoru. Za ovaj eksperiment je potrebno koristiti elektroskop koji je posebno opremljen. Čašica i deo štapića elektroskopa zaštićeni su mrežicom spojenom sa kućištem elektroskopa. Kućište je uzemljeno. Interesantno je da zaštitna mrežica štiti elektroskop od električnog polja kugle, ali nam ipak pruža mogućnost da vidimo šta se dešava u prostoru koji je prethodno zaštićen.
Na samom početku ogleda duguljasto telo udaljimo od naelektrisane kugle. Ukoliko se naizmenično dodiruju tela i čašica elektroskopa iznutra, može se zaključiti da listići elektroskopa ostaju skupljeni, bez obzira na to koliko puta ponovimo pokušaje prenosa električnog naboja. Nakon toga stalak elipsoida treba približiti kugli. Pritom, jako je važno ne dodirnuti ga. Prvo dotaknemo kušalicom elipsoid na njegovom kraju koji je bliži naelektrisanooj kugli, a zatim i čašicu elektroskopa iznutra. Tom prilikom se listići razmiču, a na telu se može uočiti naboj koji se pojavio zbog delovanja električnog polja kugle.
Zatim kušalicom treba dotaći elipsoid, tj. njegov kraj koji je bliži kugli i zatim dodirnuti čašicu elektroskopa iznutra. Na taj način će se listići međusobno približiti i rastojanje među njima će se postepeno smanjivati. Ukoliko proces ponavljamo više puta uzastopno, razmak među listovima postepeno iščezava, a zatim ponovo raste i time započinje novi krug.

## Osobine električne influence
Ovaj ogled može poslužiti da odredimo ulogu koju zapravo električna influencija poseduje i da se uverimo u to da je ona jedna od pojava koje su od velikog značaja u fizici. Na više načina se može utvrditi njen značaj, a jedan od najboljih i najpouzdanijih je upravo navedeni eksperiment. Na osnovu svega prethodno rečenog može se zaključiti da su se na elipsoidu pojavile obe vrste elektriciteta, jedna vrsta na kraju bližem kugli, a druga na daljem kraju. Posledica (pojavljivanje obe vrste naelektrisanja) proizilazi iz delovanja električnog polja kugle.
Delovanje električnog polja naziva se influenciono delovanje, a sama pojava nosi naziv električna influenca.
Uzrok nastajanja električnih naboja na telima koja su unesena u električno polje je postojanje influencije koja ima veoma važnu ulogu i znatno utiče na druge procese. U slučaju da telo pre unošenja u ovo polje nije posedovalo naelektrisanje, kao i ako je izolovano, na njemu će se nakon unošenja pojaviti jednake količine pozitivno i negativno naelektrisanih čestica, tj. plus i minus еlektriciteta.
Takođe, naboji koji su prvobitno izmešani električnom influencom na telu se delimično razdvajaju. To međusobno odvajanje naboja može da ide jako daleko, a to zavisi prvenstveno od osobina električnog polja u koje smo uneli telo. Neophodno je spomenuti vektor električnog pomeraja (D). On je odlučan za influenciono delovanje električnog polja o kome se govori.
Da bismo predstavili način izračunavanja vektora električnog pomeraja, potrebno je uzeti dve pozitivno naelektrisane pločice i postaviti ih paralelno sa pločama kondenzatora i prilikom njihovih rastavljanja influencirani naboj na pločicama će dostići maksimalnu vrednost. Dakle, postoji orijentacija pločica za koju dobijamo najveći influentni pozitivan naboj (Qmax) na jednoj pločici i isto tako veliki negativni naboj na drugoj pločici. Ta orijentacija pločica određena je normalom (n) na pozitivno naelektrisanu pločicu. Ukoliko površinu pločice prekrivenu pozitivnim elektricitetom nakon što je bila uronjena u električno polje označimo sa S, onda je vektor električnog pomeraja ovako definisan:
Po veličini, ovaj vektor je izražen maksimalnom gustinom pozitivnog elektriciteta koji je prisutan na pločicama, a po smeru je podudaran normali koja odgovara pozitivno naelektrisanoj pločici.

## Spoljašnje veze
- „Charging by electrostatic induction”. Regents exam prep center. Oswego City School District. 1999. Архивирано из оригинала 28. 08. 2008. г. Приступљено 25. 6. 2008.